# Кёсем-султан
Махпейке́р Кёсе́м-султа́н (османский:كوسم سلطان;тур. Mâh-Peyker Kösem; ? — 3 сентября 1651 г) — вторая или третья наложница османского султана Ахмеда I (носила титул хасеки) и мать султанов Мурада IV и Ибрагима I. Во время правления сыновей носила титул валиде-султан (мать султана) и являлась одной из самых влиятельных женщин в Османской империи. Бабушка султана Мехмеда IV, в начале правления которого правила и носила титул «бюйюк валиде» (бабушка султана). В общей сложности находилась у власти около 30 лет. С её влиянием на Ахмеда связывают сохранение жизни Мустафы I и, тем самым, изменение порядка наследования престола в Османской империи.

## Биография

### Происхождение и первые годы в гареме
Нет достоверных свидетельств о её жизни до попадания в гарем, неизвестен даже год рождения, однако считается, что она была гречанкой или боснийкой. По-видимому, первое сообщение о её греческом происхождении было в письме итальянского путешественника Пьетро делла Валле. 25 октября 1615 года из Стамбула он писал о Кёсем-султан: «Это была дочь, если я понял правильно, греческого священника, из далёкой страны или города примерно за двести миль от Константинополя». Христианское имя её неизвестно, но распространённая версия (излагаемая в неавторитетных источниках) гласит, что её звали Анастасия. Якобы она была куплена как рабыня санджакбеем Боснии и к пятнадцати годам уже была в гареме. Ей дали имя Махпейкер, что означает «луноликая». Другое её имя — Кёсем, имеющее значение «самая любимая», — дал ей Ахмед, наложницей которого она была. Существуют и другие истолкования имени Кёсем. Пьетро делла Валле, сам изучавший османский язык, писал, что это имя означает «безволосая» (тур. köse — без волос, без бороды), и она получила его за свою кожу, лишённую растительности. Кроме того, согласно Энциклопедии ислама, на османском kösem/kösemen может означать «лидер, вожак стаи, свободный, независимый».
Ахмед стал султаном в 13 лет, у него ещё не было наложниц и детей, что было опасно для династии. Поэтому в нарушение традиций его брат Мустафа был оставлен в живых, а первоочередной задачей юного султана стало рождение наследников. Ему были подарены наложницы. К тому моменту, когда Кёсем попала в гарем Ахмеда, у него уже была как минимум одна фаворитка (хасеки). Старшего сына Ахмеда, Османа, в 1604 году родила Махфируз за несколько месяцев до того, как у Кёсем родился старший сын, Мехмед. Лесли Пирс пишет, что Кёсем-султан была второй или третьей из наложниц. Вероятно, в начале Кёсем не занимала исключительного положения в гареме, поскольку после Османа Махфируз родила ещё как минимум одного сына: Пьетро делла Валле писал, что у султана четверо сыновей от двух жён. Благодаря своему уму и красоте Кёсем стала любимой хасеки Ахмеда, в середине 1610-х годов находившийся под влиянием Кёсем-султан Ахмед I выслал в Старый дворец мать своего первенца, Махфируз. Возможно, это о ней писал венецианский посол Контарини, когда сообщил в 1612 году, что султан избил женщину, которая раздражала Кёсем. Кёсем имела множество детей от султана, что позволило ей добиться большой власти путём организации браков своих дочерей и внучек с чиновниками высокого ранга.

### В правление Мустафы I и Османа II
Во время правления Ахмеда I Кёсем не имела особого влияния в политической сфере. После его смерти 22 ноября 1617 года на трон посадили его брата Мустафу I, который вопреки традициям османского двора не был убит в тот момент, когда Ахмед взошёл на престол. Подобный факт объясняется прежде всего тем, что у Ахмеда при восшествии на престол в возрасте 13 лет ещё не было детей, а значит его смерть грозила прервать династию. Позже сыграли роль два фактора: во-первых, Мустафа был умственно отсталым или, по крайней мере, страдал расстройством психики, и был не опасен в плане мятежа; во-вторых, Мустафу от смерти старалась спасти Кёсем. В 1612 году венецианский посол Симон Контарини сообщал, что Кёсем уговорила Ахмеда не казнить Мустафу. Она говорила, что Ахмед сам не был старшим сыном султана, но судьба привела его на престол. Поэтому Ахмед не должен вредить своему брату, даже если это противоречит обычаю Османов. Её мотив, по словам Контарини, заключался в том, «чтобы милость, проявленная брату Ахмеда, также была применена позже к её сыновьям, братьям [первородного] принца».
После воцарения Мустафы Кёсем-султан была отправлена в старый дворец, куда традиционно отправляли всех наложниц и дочерей умерших султанов. Мустафа пробыл султаном всего три месяца, 26 февраля 1618 года он был смещён, хотя и не был убит. Султаном стал 14-летний сын Ахмеда Осман. Мать Османа умерла рано, уже в 1615 году Пьетро делла Валле писал, что «мать перворождённого сына султана мертва». Ещё с детских лет Османа Кёсем-султан постаралась установить с ним дружеские отношения. Осман в обществе Кёсем-султан и её сыновей катался в карете по городу, пока Ахмед I не запретил эти прогулки в 1616 году. Осман уважительно относился к мачехе и в 1619 году почтил её, будучи султаном, трёхдневным визитом в Старом дворце. Тем не менее перед отъездом на Хотинскую войну Осман приказал казнить шехзаде Мехмеда, старшего сына Кёсем, боясь конкурента. Поход был неудачен, османская армия потерпела поражение в Хотинской битве, что обострило конфликт султана с янычарами. 19 мая 1622 года в результате мятежа, поддержанного матерью Мустафы, Халиме-султан, и её зятем Кара Давут-пашой, Осман был низложен, схвачен и посажен в Едикуле, а 20 мая убит. Переживших младенчество детей у Османа не было, хотя у него было несколько хасеки. Султаном снова стал Мустафа, а Халиме опять получила звание валиде. Сулишовский писал в донесении об этих событиях: «Бушевавший четыре дня бунт тотчас прекратился, как будто и не было никаких волнений». Для Кёсем это был сложный период, поскольку «у Дауд-паши было двое сыновей от дочери султана [Мехмеда III], и он считал, что, если убрать с дороги» оставшихся в живых сыновей султана Ахмеда, «его сыновья когда-нибудь при определённых условиях смогут получить высшую власть», поэтому он организовал покушение на старшего сына Кёсем, Мурада. Збаражский так описал эти события: «Везир послал прежде всего евнуха капы-агу, имевшего немалую власть в серале, чтобы удавить Мурада — старшего из братьев. Однако мать мальчика, жившая в другом, старом серале, получив предупреждение или догадавшись сама, с помощью серальских хаджи, писарей или учителей добилась усиленной охраны сына, чтобы не допустить его убийства. Когда капы-ага пришел душить — а везир находился вблизи — и шнур уже был накинут на шею жертвы, один езоглан из тамошней стражи ударом ножа убил евнуха».
Второе правление Мустафы продлилось до 10 сентября 1623 года. Это было неспокойное время: Абаза-паша поднял мятеж и требовал наказания для убийц Османа II. Недовольных правлением Халиме и Кара Давуда-паши, ставшего великим визирем, было много. Уже 13 июня в попытке успокоить мятежников валиде сместила Кара Давут-пашу с должности, однако эта мера не погасила конфликт, и в декабре к мятежу присоединились сипахи. К январю 1623 года наказания для убийц Османа требовали уже визири. Когда на участников убийства бывшего султана началась охота, Давут-паша спрятался в покоях жены в гареме Топкапы, однако его нашли там, схватили и отправили в Едикуле. 7 января совет дивана принял решение о казни Кара Давута, и 18 января 1623 года он был обезглавлен. Тем не менее все попытки Халиме-султан спасти положение и сохранить на троне Мустафу путём жертв не привели к успеху. Абаза-паша в мае 1623 года во главе сорокатысячной армии осадил Анкару. 30 августа 1623 великим визирем был назначен Кеманкеш Кара Али-паша, которому удалось с помощью улемы уговорить Халиме-султан на низложение её сына при условии, что Мустафе сохранят жизнь. В итоге 10 сентября 1623 года на османском троне оказался одиннадцатилетний Мурад IV, сын Ахмеда I и Кёсем. Халиме вернулась в старый дворец, Мустафа вновь был отправлен в Кафес, где провёл всю оставшуюся жизнь. В общей сложности Кёсем-султан прожила в Старом дворце около шести лет.

### Валиде-султан
После воцарения Мурада на Кёсем-султан пало подозрение в организации переворота, и ей пришлось оправдываться перед шейх аль-исламом. Будучи матерью нового падишаха, Кёсем стала валиде и переехала из Старого дворца в Топкапы. Мурад IV стал султаном в возрасте всего одиннадцати лет, в связи с чем до 1632 года фактически вся власть была в руках у Кёсем и её партии. Сама Кёсем официально носила титул регента и правила в течение пяти лет, до тех пор, пока Мурад не взял правление в свои руки, отстранив мать от государственных дел. Однако он прислушивался к её мнению, ценя её опыт и ум, кроме того, она располагала властью во время частых военных экспедиций Мурада. Она сумела спасти Ибрагима, когда Мурад приказал казнить всех своих братьев.
В 1640 году после смерти Мурада Ибрагим наследовал ему как единственный представитель династии, поскольку выживших сыновей у Мурада не было. В первые годы правления Ибрагима власть снова находилась в руках Кёсем. В дальнейшем отношения между матерью и сыном испортились. Психическое состояние Ибрагима, как и ставшее результатом его правления критическое положение османского государства, стремительно ухудшалось. Ибрагим попал под влияние наложниц и выслал мать сначала в летний домик за пределами Топкапы. Затем Ибрагим узнал о том, что Кёсем и великий визирь планируют его сместить, визиря он казнил, мать переселил в сады Искендера-челеби. Начатая Ибрагимом Кандийская война вызывала недовольство у населения, а к 1648 году все придворные группировки, включая саму Кёсем, пришли к убеждению о необходимости его скорейшего свержения. В итоге 8 августа 1648 года султан был свергнут и через несколько дней согласно фетве убит. Во главе огромной страны оказался его шестилетний сын и внук Кёсем, Мехмед. С восшествием на престол Мехмеда его мать Турхан получила титул валиде, но все полагающиеся привилегии достались Кёсем, которая взяла титул «бююк валиде (старшая валиде)», никогда более не использованный ни до, ни после. В силу неопытности и возраста — Турхан на тот момент была чуть старше двадцати лет — она была отстранена от власти более опытной Кёсем. Даже на ежедневное содержание Турхан получала 2000 асперов, в отличие от 3000 асперов, которые получала Кёсем, как будучи валиде, так и бююк валиде.
Амбициозная Турхан отказалась сдаваться без боя. За три года, что Кёсем провела у власти, Турхан успела приобрести немало сторонников, среди которых оказались глава чёрных евнухов и великий визирь; тем не менее на стороне Кёсем всё также оставались янычары. Несмотря на то, что Кёсем эффективно справлялась с обязанностями валиде-регента, в народе начинались волнения из-за большого влияния янычар на политику страны. Меры, предпринятые великим визирем Мелек Ахмедом-пашой и руководством янычарского корпуса для закрытия бюджетного дефицита, вызвали в августе 1651 года бунт в столице.
Примерно в это же время Турхан стало известно, что янычары с согласия Кёсем-султан планируют отравить Мехмеда IV и посадить на трон другого её внука, шехзаде Сулеймана, мать которого, Салиха Дилашуб-султан, казалась им более покладистой. Турхан узнала об этих планах от Мелеки-хатун, одной из служанок Кёсем, которая оказалась двойным агентом. В ночь на 2 сентября 1651 года Кёсем-султан была убита в своих покоях сторонниками Турхан, хотя достоверно неизвестно, было ли убийство спланировано и совершено по прямому приказу матери Мехмеда IV. По словам Карачелебизаде, историка, бывшего в то время шейх аль-исламом, исполнителем был Узун Сулейман-ага со своими людьми. Они нашли Кёсем, спрятавшуюся в один из шкафов в помещениях гарема, и задушили её веревкой от занавески. После смерти Кёсем её тело было сначала перевезено в Старый дворец и только потом захоронено рядом с Ахмедом I в мечети Султанахмет.

## Дети
Абсолютно точно её сыновьями были султаны Мурад IV и Ибрагим I и шехзаде Касым, а дочерьми — Айше и Фатьма. Относительно шехзаде Мехмеда, шехзаде Сулеймана, Ханзаде, Атике и Гевхерхан мнения исследователей расходятся. Кёсем выдала своих дочерей за влиятельных государственных деятелей, которые пользовались её поддержкой и фактически составляли её партию.
Сыновья:
- шехзаде Мехмед[31]
- шехзаде Сулейман[32](Лесли Пирс считает его вероятным сыном Кёсем-султан)[11]
- Мурад IV[33]
- шехзаде Касым[33]
- Ибрагим I[33]

Дочери:
- Айше-султан[33]
- Фатьма-султан[33]
- Гевхерхан-султан[33]
- Ханзаде-султан[34]
- Атике-султан[32]

## Личность
В «Историческом словаре Османской империи» Кёсем названа одной из наиболее известных женщин дворца. Пока Кёсем-султан была фавориткой, её описывают в основном как красивую и умную женщину. Большой власти и возможностей у неё не было. Пьетро делла Валле писал о ней, что она «более мила, чем красива». В 1612 году венецианский посол Симон Контарини описал Кёсем как женщину «красивую и проницательную и, кроме того… обладающую многими талантами… Она прекрасно поёт, вследствие чего продолжает пользоваться любовью султана… Не то, чтобы её уважают все, но в некоторых делах к ней прислушиваются, и она — фаворитка правителя, который хочет, чтобы она постоянно была рядом с ним… <…> Она сдерживает себя с большой мудростью от слишком частых разговоров с султаном о серьезных делах и делах государства». Подобная осмотрительность была направлена на то, чтобы не лишиться благоволения султана, который не собирался зависеть от женщин. Преемник Контарини на должности посла, Кристофор Вальер, в 1616 году писал о Кёсем: «Она может творить с султаном всё, что пожелает, и полностью завладела его сердцем, и ей ни в чём нет отказа». До последних лет она сохраняла красоту. Как отзывался о ней в 1645 году Симон Контарини: «главная королева, знаменитая Кёсем-султан, старая, но ещё красивая».
Всё изменилось, когда Кёсем-султан стала валиде. Двадцать пять лет она была валиде при Мураде и Ибрагиме, и ещё три года носила титул «старшей валиде-султан» (buyuk valide) при внуке Мехмеде. Европейцы помнят о Хюррем, но турки считают самой могущественной из женщин именно Кёсем. Пирс называет Кёсем «последней из ярких и влиятельных хасеки из султаната женщин». Кёсем была «умелой в заговорах и интригах», именно ей приписывают заслугу возведения на трон обоих сыновей и изменения порядка наследования.
Согласно «Энциклопедии ислама», она оставила о себе память как о женщине «великодушной, щедрой и высокого ума».

### Изображения
Европейцев всегда интересовало, как выглядела Кёсем-султан. Поэтому за неимением её изображений за портреты Кёсем стали выдавать изображения других персон. В 1688 году в Гамбурге была выпущена книга «Thesaurus exoticorum». Авторы поместили как изображение Кёсем-султан гравюру с подписью «Zelome Sultane». Однако это работа Мельхиора Лорка, умершего в 1583 году.
Изображение кормилицы Мехмеда IV, рабыни кызляр-аги, которая проживала в гареме султана с сыном и попала в плен к мальтийским рыцарям в 1644 году, используется как изображение Кёсем-султан в основном в популярной и художественной литературе.
Картина без названия и подписи, на которой женщина кормит ребёнка грудью, была продана на аукционе Сотбис 4 октября 2012 года. По заключению экспертов Сотбис, она относится ко второй четверти XVII века, автор картины — неизвестный художник круга Франца Херманна и Ганса Геммингера. Это австрийские художники, которые находились в делегации посольства, посланного Фердинандом II к Мураду IV в 1628 году. Согласно заключению, приложенному к картине, на ней изображена «любимая жена султана Ахмеда 1 (1603—1617), известная как Кёсем или Махпейкер-султан, кормящая грудью своего сына будущего султана Мурада IV (1623—1640) или будущего султана Ибрагима (1640—1648)». Неизвестно, какие были основания для такого заключения. Кёсем не могла быть кормящей матерью в 1628 году: Ибрагим родился в 1615 году, Мурад — в 1612, к моменту приезда художников в Стамбул сыновьям Кёсем было 16 и 13 лет.
Статья Ильбера Ортайлы в Milliyet в качестве изображения Кёсем содержала портрет Жозефины Грассини.

## Благотворительность
Кёсем-султан была инициатором строительства мечети в Ускюдаре. Это единственная мечеть, построенная за время правления Мурада IV.

## В культуре
Кёсем-султан является персонажем или главным действующим лицом в книгах:
- Кёсем-султан посвящены две главы в псевдоисторическом произведении «Anecdotes, ou Histoire secrette de la maison ottomane», написанном Мадлен де Гомес в 1722 году[48]. Оно переведено Острогорским П. П. и издано в России в 1787 году под названием «Анегдоты или достопамятнейшие исторические сокровенные деяния Оттоманского двора»[49].
- О Кёсем-султан написали книги многие авторы, в том числе Решат Экрем Кочу[тур.][50], Ахмет Рефик Алтынай[тур.][51], Эбубекир Субаши[тур.][52], Эрхан Афионджу[тур.][53].

Кёсем-султан является персонажем или главным действующим лицом фильмов и сериалов:
- Генч Осман (1962 г.), в роли Кёсем Мухтерем Нур[54].
- Мурад IV (1981 г.), в роли Кёсем Айтен Гёкчер[55].
- Стамбул под моими крыльями[тур.] (1996 г.), в роли Кёсем Зухал Олджай[тур.][56].
- фильм Махпейкер  (2010 г.), в роли Кёсем Дамла Сёнмез и Сельда Алькор[57].
- Великолепный век. Империя Кёсем, в роли Кёсем в разных возрастах Анастасия Тсилимпиу, Берен Саат и Нургюль Йешилчай[58].

### На русском языке
- Збаражский К. Донесение о посольстве князя К. Збаражского в Турцию // Османская империя в первой четверти XVII века / Хаджи-Мурат Ибрагимбейли, пер. Н. С. Рашбы. — М.: Наука, 1984. — 211 с.
- Сулишовский С. Письмо посла Сулишовского из Константинополя подчашему коронному игетману польному Станиславу Любомирскому // Османская империя в первой четверти XVII века / Хаджи М. Ибрагимбейли, пер. Н. С. Рашбы. — М.: Наука, 1984. — 211 с.
- Финкель К. История Османской империи: Видение Османа. — М.: АСТ; Астрель, 2012. — 829 с. — ISBN 978-5-17-043651-4.

### На иностранных языках
- Encyclopaedia of Islam (англ.) / Bosworth C.E. — Brill Archive, 1986. — Vol. V (Khe-Mahi). — 1333 p. — ISBN 9004078193. — ISBN 9789004078192.
- Ådahl K. The Sultan's Procession: The Swedish Embassy to Sultan Mehmed IV in 1657-1658 and the Rålamb Paintings (англ.). — Oxford: Swedish Research Institute in Istanbul, 2006. — 343 p. — ISBN 9186884182. — ISBN 9789186884185.
- Alderson Anthony Dolphin. The Structure of the Ottoman Dynasty (англ.). — Oxford: Clarendon Press, 1956. — 186 p.
- Augustinos O. Eastern Concubines, Western Mistresses:Prévost’s Histoire d’une Grecque moderne (англ.) : Women in the Ottoman Balkans: gender, culture and history  / Buturović A., Schick I.C. — I. B. Tauris, 2007. — ISBN 1-84511-505-8.
- Börekçi G. Mustafa I // Encyclopedia of the Ottoman Empire (тур.) / Agoston G., Masters B.A.. — New York: Infobase Publishing[англ.], 2009. — 689 p. — ISBN 1438110251. — ISBN 9781438110257.
- Carsten, F. L. The New Cambridge Modern History (англ.). — CUP Archive, 1961. — P. 505—506. — 658 p. — ISBN 0521045444. — ISBN 9780521045445.
- Colin Imber. The Ottoman Empire, 1300-1650: The Structure of Power (англ.). — New York: Palgrave Macmillan, 2009. — P. 66—68, 97—99. — 448 p. — ISBN 1137014067. — ISBN 9781137014061.
- Davis F. The Palace of Topkapi in Istanbul (англ.). — Scribner’s, 1970. — P. 227–228.
- Emecen F. İbrahim (тур.) : Islam Ansiklopedisi. — 2000. — Num. 21.
- Fischer. Melchior Lorck: Biography and Primary Sources (англ.). — Copenhagen: The Royal Library Vandkunsten Publishers, 2009. — Vol. I. — 331 p. — (Melchior Lorck). — ISBN 8791393612. — ISBN 9788791393617.
- Happel E.W., Lange J. Thesaurus exoticorum. — Hamburg: Gedruckt und Verlegt durch Thomas von Wiering, Buchdrucker und Formschneider bey der Börse, 1688. (нем.) (лат.)
- İlgürel M. Kösem Sultan (тур.) : Islamansiklopedisi. — 2002. — Num. 26.
- Lotichius J. P. Theatri Europaei Fünffter Theil/ Das ist: Außführliche Beschreibung Aller Denckwürdigen Geschichten/ Die sich in Europa, Als Hoch- und Nieder-Teutschland/ Franckreich/ Hispanien/ Jtalien/ Groß-Britannien/ Dennemarck/ Schweden/ Polen/ Moscaw/ Böhmen/ Hungarn/ Siebenbürgen/ Wallachey/ Moldaw: Jn der Türckey und Barbarey … vom Jahr 1643. biß ins 1647. Jahr/ allerseits begeben und verlauffen / [Johann Peter Lotichius] (лат.). — Franckfurt am Mayn: Andreä, 1707. — С. 645, 831, 832.
- Mignot V., Hawkins A. The History of the Turkish, Or Ottoman Empire,: From Its Foundation in 1300, to the Peace of Belgrade in 1740. To which is Prefixed An Historical Discourse on Mahomet and His Sucessors (англ.). — Scatcherd and Whitaker, 1787. — Vol. 3. — ISBN 9754378401. — ISBN 9789754378405.
- Peirce Leslie P. The Imperial Harem: Women and Sovereignty in the Ottoman Empire (англ.). — Oxford: Oxford University Press, 1993. — 374 p. — ISBN 0195086775. — ISBN 9780195086775.
- Poisson de Gomez M.A. Anecdotes, ou Histoire secrète de la maison ottomane (фр.). — Amsterdam: F. L'Honoré, 1722. — 194 p.
- Rycaut P.[англ.]. Histoire de l'état présent de l'Empire Ottoman: contenant les maximes politiques des Turcs … (фр.). — Amsterdam: Abraham Wolfgank, 1670. — 495 p.
- Rycaut P. The History of the Present State of the Ottoman Empire: Containing The Maxims of the Turkish Polity, the Most Material Points of the Mahometan Religion, Their Sects and Heresies, Their Convents and Religious Votaries. Their Military Discipline, with an Exact Computation of Their Forces Both by Sea and Land … In Three Books (англ.). — R. Clavell, J. Robinson and A. Churchill, 1686. — 406 p.
- Rycaut P., Sagredo, Giovanni. Die Neu-eröffnete Ottomannische Pforte: Bestehend: Erstlichen, In einer … Beschreibung Deß gantzen Türckischen Staats- und Gottesdiensts (нем.). — Augsburg Johann Jacob Schönig (Johann Christoph Wagner Bd 2) für Lorentz Kroninger und Gottl Göbels seel Erben, 1694. — P. 496.
- Sakaoğlu Necdet. Bu mülkün kadın sultanları: Vâlide sultanlar, hâtunlar, hasekiler, kadınefendiler, sultanefendiler. — Alfa Basım Yayım Dağıtım Ltd, 2015. — ISBN 978-605-171-079-2.
- Somel S. A. Historical Dictionary of the Ottoman Empire (англ.). — The Scarecrow Press, imprint of Rowman & Littlefield, 2003. — 512 p. — ISBN 0810866064. — ISBN 9780810866065.
- Sonyel S. R. Minorities and the destruction of the Ottoman Empire (англ.). — Turkish Historical Society Printing House, 1993. — ISBN 975-16-0544-X.
- Süreyya, Mehmed Bey. Sicill-i Osmani (тур.) / haz. Nuri Akbayar. — İstanbul: Tarih Vakfı Yurt Yayınları, 1996. — 352 S. — ISBN 975-333-0383.
- Tezcan B. The Debut of Kösem Sultan's Political Career (англ.) : Turcica. — 2008. — Vol. 40. — P. 347—359. — doi:10.2143/TURC.40.0.2037143.
- Sakaoğlu N. Bu mülkün kadın sultanları (тур.). — İstanbul: Oğlak Yayıncılık, 2008. — 574 S.
- Thys-Şenocak L. Ottoman Women Builders: The Architectural Patronage of Hadice Turhan Sultan (англ.). — Aldershot: Ashgate, 2006. — 326 p. — ISBN 0754633101. — ISBN 9780754633105.
- Viaggi di Pietro della Valle, il pellegrino : descritti da lui medesimo in lettere familiari all'erudito suo amico Mario Schipano, divisi in tre parti cioè : La Truchia, La Persia, e l'India, colla vita dell'autore (итал.). — Brighton: G. Gancia, 1843. — Vol. 1.

### Популярная литература
- Ерёмин В.Н. 100 великих интриг. — М.: Вече, 2013. — (100 великих). — ISBN 5444470454. — ISBN 9785444470459.
- Фрили Д. Тайны Османского двора. Частная жизнь султанов. — М.: Литрес, 2017. — 829 с. — ISBN 5457445623. — ISBN 9785457445628.
- Afyoncu У. Muhtesem Valide — Kösem Sultan (тур.). — İstanbul: Yeditepe Yayinevi, 2015. — 176 S. — (Tarih Dizisi). — ISBN 6059787231.
- Altınay A.R. Kösem Sultan: Kadınlar Saltanatı (тур.). — İstanbul: Yeditepe, 2015. — 272 S. — ISBN 9786059787147.
- H. A. R. Gibb. The Encyclopaedia of Islam. — 1954.
- Koçu R. E. Kösem Sultan (тур.). — İstanbul: Doğan Kitap, 2015. — 664 S. — ISBN 978-605-09-2610-1.
- Taylan N. Valide Mâhpeyker Kösem Sultan ve Dönemi (тур.). — İstanbul: Ekim Yayinlari, 2015. — 664 S. — ISBN 6058575737.
- Subaşı E. Kösem Valide Sultan (тур.). — İstanbul: ÇELİK YAYINEVİ, 2017. — 448 S. — ISBN 6059495462.